# فرانكو بساني
فرانكو بساني (بالإيطالية: Franco Bassani)‏ (و. 1929 – 2008 م) هو فيزيائي من إيطاليا . ولد في ميلانو .
توفي في بيزا ، عن عمر يناهز 79 عاماً.

## التعليم
تعلم في جامعة بافيا

## مناصب وهيئات
أدار جامعة باليرمو.